# Barrio Suárez Mujica

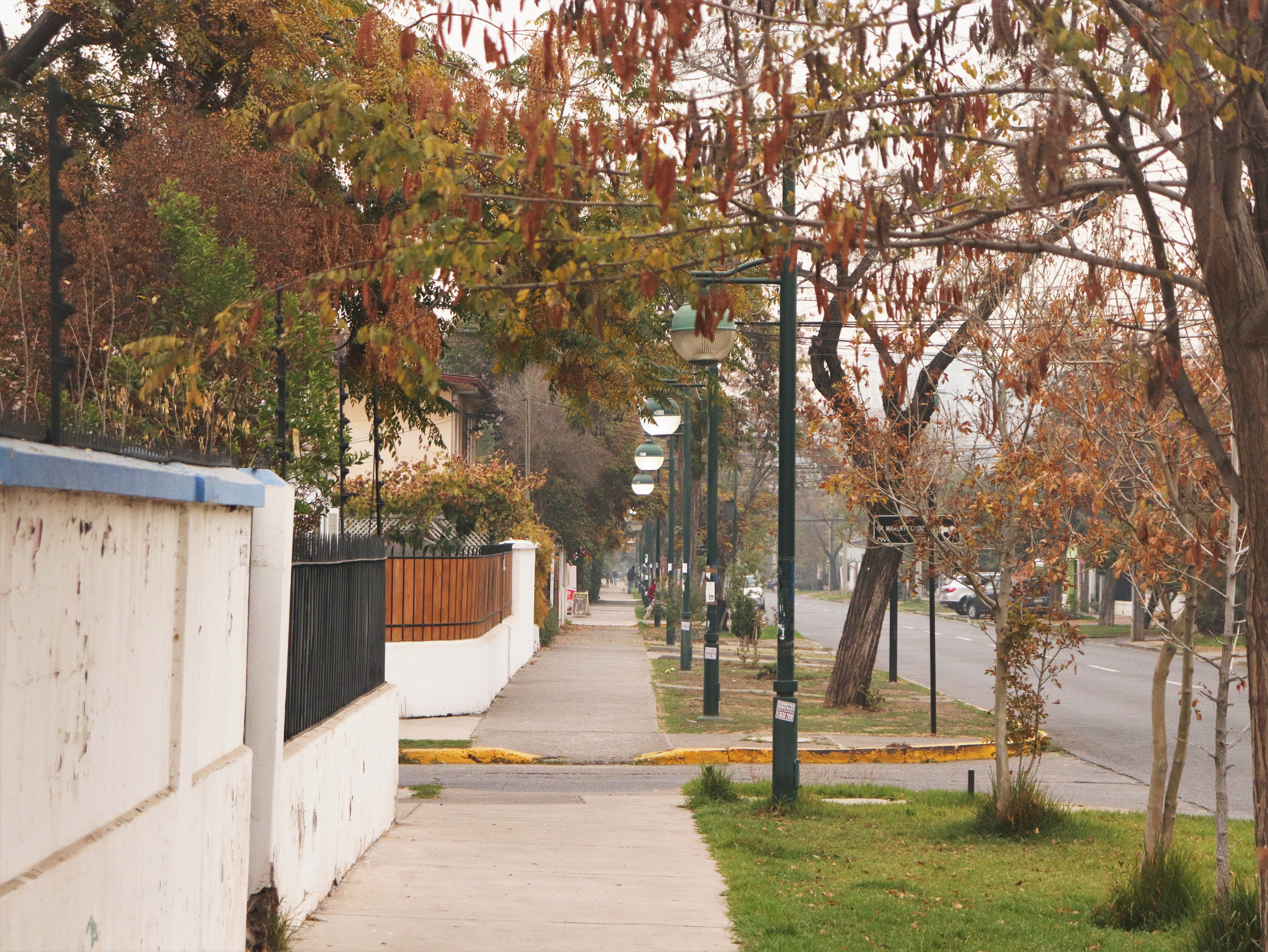
Vereda de la calle Suárez Mujica, de la comuna de Ñuñoa, de Santiago de Chile.

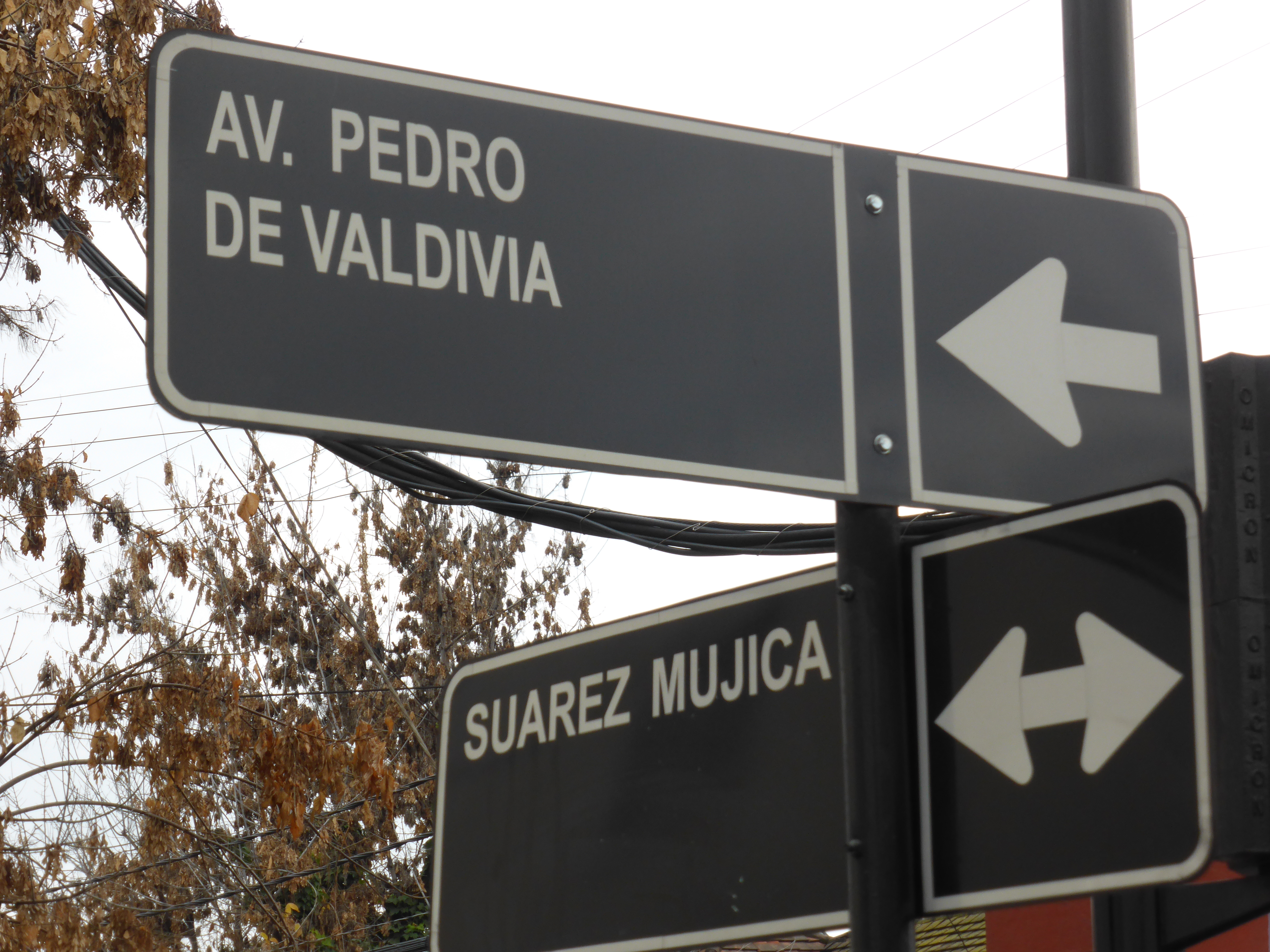
Calle Suárez Mujica y avenida Pedro de Valdivia.

El barrio Suárez Mujica se ubica en la comuna de Ñuñoa, entre las avenidas Irarrázaval, Pedro de Valdivia, Grecia y Lo Encalada. Nace a comienzos del siglo XX cuando los terrenos eran rurales y propiedades de empresarios y agricultores de la época.

## Historia
Ya en 1955 se comienza a poblar el Barrio. Se comienzan a construir los edificios de la Caja de Empleados Particulares y se inician las construcciones alrededor del Estadio Nacional. 
En la actualidad se puede apreciar el aumento de edificios en la comuna, relegando a un costado la vida de barrio. Y la urbanización de lugares que antes se usaban para compartir con los amigos y familia se hace evidente.[cita requerida]

## Deporte en el barrio
El Barrio Suárez Mujica ha estado rodeado de deporte desde sus inicios.  Existen 3 recintos que han sido parte de la vida del barrio:  Campos de Sports de Ñuñoa, el Estadio Nacional y la Piscina Mund.

### Campos de Sport de Ñuñoa
Creado en 1918 por José Domingo Cañas para apoyar el esparcimientos de las clases populares, estaba ubicado entre las calles José Domingo Cañas, Pedro de Valdivia, Crescente Errázuriz y Carmen Covarrubias, el recinto tenía canchas de fútbol y tenis, piscina, clases de boxeo. Fue escenario de campeonatos de boxeo y de fútbol. Finalmente fue demolido para construir la avenida Campo de Deportes que provee acceso al Estadio Nacional.

### El Estadio Nacional
El Estadio Nacional se inauguró en 1938. Fue sede de diversos partidos de la Copa Mundial de Fútbol de 1962, incluyendo su final y ha albergado a diversos juegos de las copas más importantes de Latinoamérica.

### Piscina Mund
En 1945 Arthur Mund y Margaret Borgs, de origen alemán, abrieron la Piscina Mund en la avenida Sur (posteriormente Av. Grecia) entre la calle Obispo Orrego y Av. Salvador Sur.
Contaba con 5 piletas en su interior, lo que atrajo a diversos nadadores de la época a practicar en este nuevo lugar. Más adelante instalaron también un spa. En 1990 se trasladaron a Vitacura y la piscina Mund fue demolida y cerrada.